# Arizona State Route 80
Die Arizona State Route 80 (kurz AZ 80) ist eine State Route im US-Bundesstaat Arizona.
Die AZ 80 beginnt an der Interstate 10 in Benson und endet nahe Rodeo an der Grenze zu New Mexico. Nach der Grenze wird sie zur New Mexico State Route 80. Die State Route führt zunächst in südöstlicher Richtung unter anderem durch Tombstone, eine bekannte Stadt des Wilden Westens sowie durch Bisbee. Ab Douglas, einer Stadt an der mexikanischen Grenze, verläuft sie in nordöstlicher Richtung bis Rodeo. Bei Douglas trifft sie den U.S. Highway 191.
Zusammen mit der New Mexico State Route 80 gehörte sie zum U.S. Highway 80, der zwischen San Diego und Dallas im Jahr 1964 aufgelöst wurde.

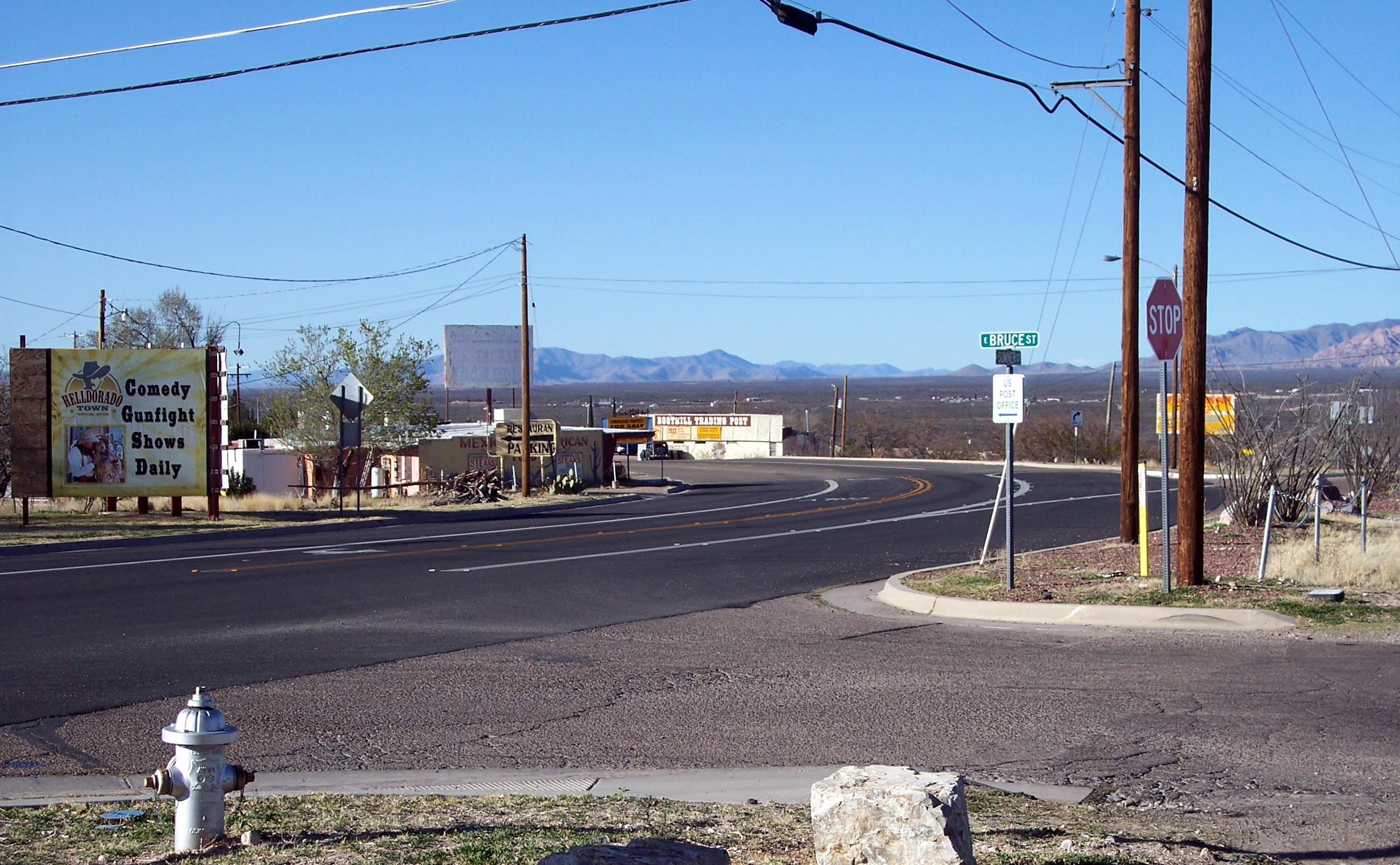
AZ 80 in Tombstone, Richtung Süden
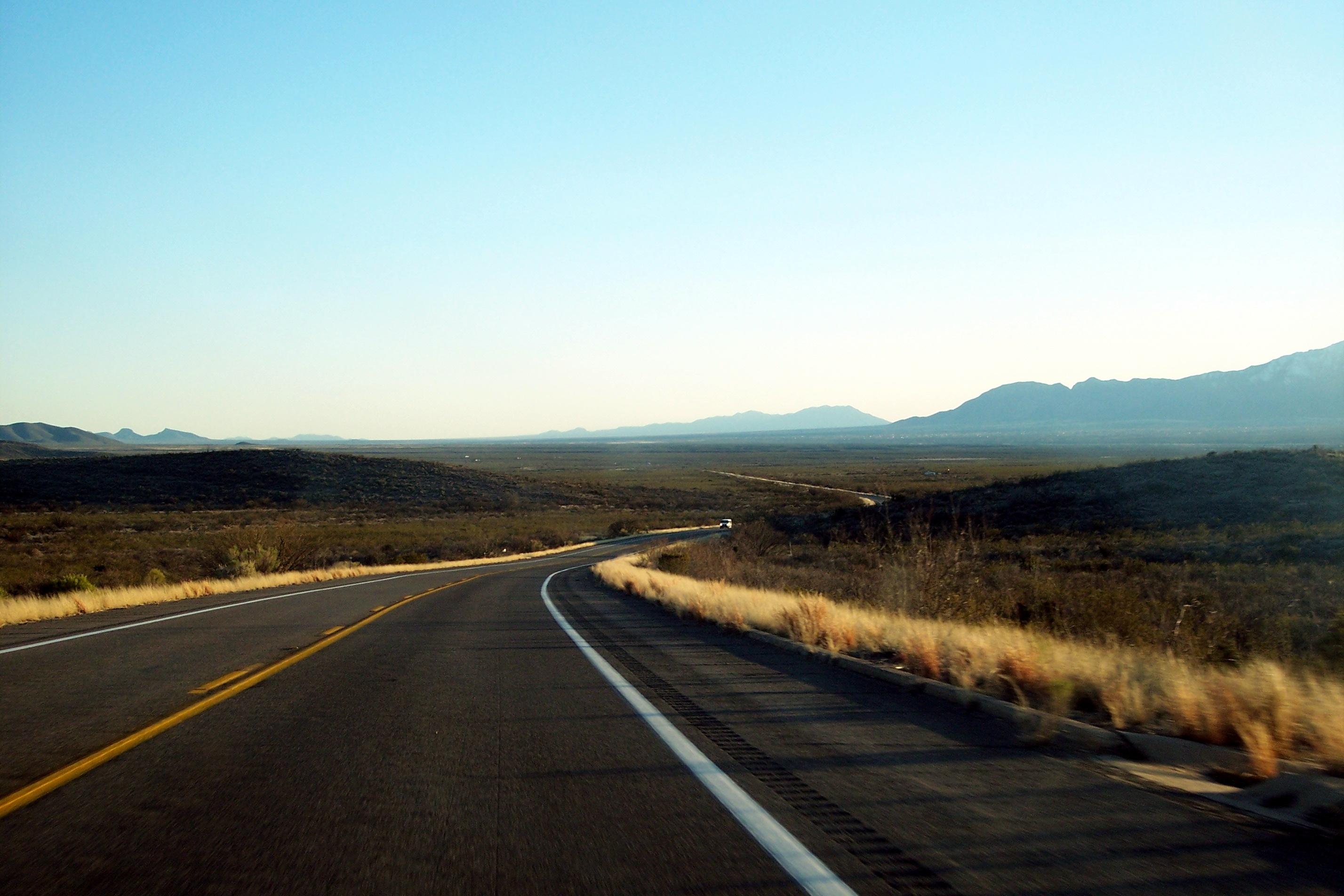
AZ 80 zwischen Tombstone und Bisbee
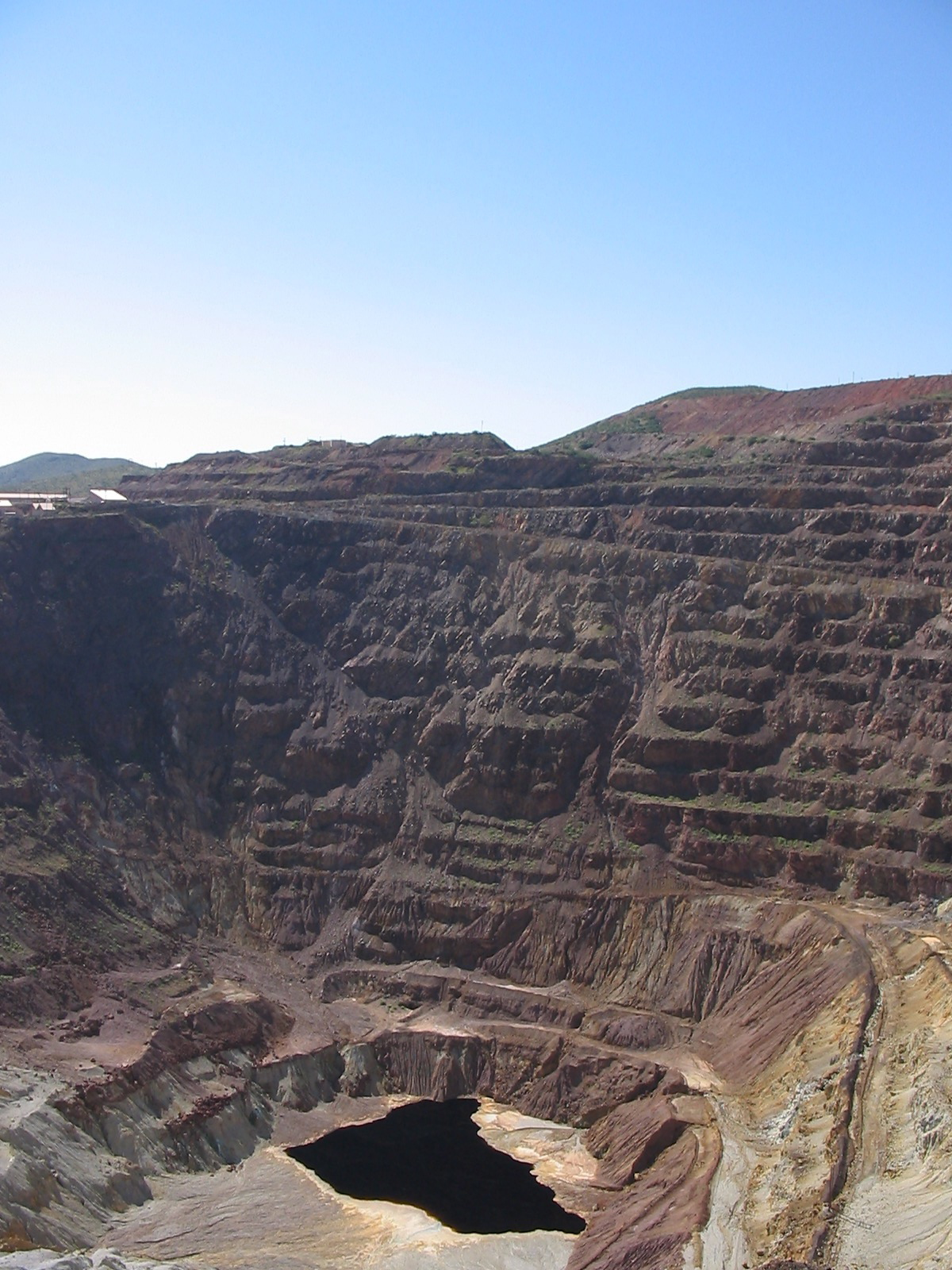
AZ 80 am Lavender Pit in Bisbee